# 아델 환
유체론에서 아델 환(adèle環, 영어: adèle ring)은 유리수체나 다른 대수적 수체의 모든 완비화를 대칭적으로 포함하는 위상환이다. 아델 환의 원소를 아델(영어: adèle)이라고 한다.

## 정의

### 정수 아델 환
정수환 {\displaystyle \mathbb {Z} }의 사유한 완비 {\displaystyle {\hat {\mathbb {Z} }}}는 다음과 같다.
{\displaystyle {\hat {\mathbb {Z} }}{\stackrel {\text{def}}{=}}\varprojlim \mathbb {Z} /n=\prod _{p}\mathbb {Z} _{p}}
여기서 후자 (모든 p진 정수환들의 곱)는 중국인의 나머지 정리에 의한 것이다.
정수 아델 환(영어: ring of integral adèles) {\displaystyle \mathbb {A} _{\mathbb {Z} }}는 다음과 같다.
{\displaystyle \mathbb {A} _{\mathbb {Z} }=\mathbb {R} \times {\hat {\mathbb {Z} }}}

### 대역체의 이델 환
대역체 {\displaystyle K}의 아델 환은 다음과 같다.:357
{\displaystyle \mathbb {A} _{K}=\prod _{v}'K_{v}}
여기서 {\displaystyle K_{v}}는 자리 {\displaystyle v}에 대한 완비화 국소체이며, {\displaystyle \prod _{v}'}는 모든 자리에 대한 제약된 곱이다. 여기서 "제약된 곱"이란 다음 조건을 말한다.
{\displaystyle \forall a\in \mathbb {A} _{K}\colon \{v\colon v(a_{v})>0\}<\aleph _{0}}
즉, 유한 개의 원소들을 제외한 나머지는 모두 국소체의 대수적 정수환에 속해야 한다.
만약 {\displaystyle K}가 대수적 수체 {\displaystyle K}인 경우, 아델 환은 다음과 같이 정수 아델 환으로 나타낼 수도 있다.
{\displaystyle \mathbb {A} _{K}=K\otimes _{\mathbb {Z} }\mathbb {A} _{\mathbb {Z} }}
예를 들어, 유리 아델 환은 다음과 같다.
{\displaystyle \mathbb {A} _{\mathbb {Q} }=\mathbb {R} \times \prod _{p}'\mathbb {Q} _{p}}
여기서 {\displaystyle \mathbb {Q} _{p}}는 p진수체이고, {\displaystyle \prod '}는 다음과 같이 정의된, 제약된 곱을 의미한다. {\displaystyle \mathbb {A} _{\mathbb {Q} }}의 원소 {\displaystyle (a_{\infty },a_{2},a_{3},a_{5},\dots )} 가운데, 유한개의 원소를 제외한 나머지는 모두 p진 정수이어야 한다.

### 성질
수체 {\displaystyle K}에 대하여, 아델 환 {\displaystyle \mathbb {A} _{K}}의 덧셈군은 국소 콤팩트 위상군이다. 이 아벨 군의 폰트랴긴 쌍대군은 스스로와 동형이다.

## 이델 군
아델 환 {\displaystyle \mathbb {A} _{K}}의 가역원들의 군 {\displaystyle \mathbb {A} _{K}^{\times }}를 이델 군(idèle群, 영어: idèle group)이라고 한다.:357 이 경우, 부분 공간 위상을 주면 곱셈 연산이 연속적이지 않아 위상군이 될 수 없으며, 따라서 대신 다음과 같은 위상을 준다.:361 우선, 아델 환의 곱집합 {\displaystyle \mathbb {A} \times \mathbb {A} }에 곱공간 위상을 주자. 이델 군 {\displaystyle \mathbb {K} ^{\times }}는 그 속에 다음과 같은 부분 집합을 이룬다.
{\displaystyle \iota \colon \mathbb {A} _{K}^{\times }\hookrightarrow \mathbb {A} _{K}\times \mathbb {A} _{K}}
{\displaystyle \iota \colon x\mapsto (x,x^{-1})}
이 매장에 대하여 부분 공간 위상을 주면, {\displaystyle \mathbb {A} _{K}^{\times }}는 위상군을 이룬다.
대역체 {\displaystyle K}의 이델 군 {\displaystyle \mathbb {A} _{K}^{\times }}의 경우, 가역원군 {\displaystyle K^{\times }}로부터 다음과 같은 군 준동형이 존재한다.
{\displaystyle i\colon K^{\times }\to \mathbb {A} _{K}^{\times }}
{\displaystyle i\colon a\mapsto (a,a,a,\dots )\in \prod _{p}'K_{p}^{\times }}
이 준동형의 상을 주 이델(영어: principal idèle)이라고 한다.:359, Definition VI.1.2 이델 군의 주 이델 부분군에 대한 몫군 {\displaystyle C_{K}}를 이델 유군(idèle類群, 영어: idèle class group)이라고 한다.:359, Definition VI.1.2

### 성질
이델 군은 국소 콤팩트 위상군을 이룬다.:361, Proposition IV.1.5
유체론에 따라서, 임의의 대역체 {\displaystyle K}에 대하여 다음과 같은 자연스러운 군 준동형이 존재하며, 이를 대역 아르틴 준동형이라고 한다.
{\displaystyle C_{K}\to \operatorname {Gal} (K^{\operatorname {ab} }/K)}
여기서 {\displaystyle K^{\operatorname {ab} }}는 {\displaystyle K}의 극대 아벨 확대이다.
이를 통하여, 다음과 같은 사유한군의 동형이 존재한다. (여기서 좌변은 이델 유군의 사유한 완비이다.)
{\displaystyle {\hat {C}}_{K}\cong \operatorname {Gal} (K^{\operatorname {ab} }/K)}

## 역사
"이델"(프랑스어: idèle)의 개념은 클로드 슈발레가 도입하였다.:357 슈발레는 이를 1936년에 "아이디얼 원소"(프랑스어: élément idéal 엘레망티데알[*])이라는 이름으로 도입하였고, 1940년에는 헬무트 하세의 의견을 따라 프랑스어: idèle 이델[*]로 축약하였다. 이는 "아이디얼 원소"를 "id.el."로 축약한 것을 그대로 읽은 것이다.:357
앙드레 베유는 1938년에 함수체의 아델 환을 정의하였지만 명명하지 않았다. 이후 존 테이트는 이를 "값매김 벡터"(영어: valuation vector)라고 불렸고, 클로드 슈발레는 이를 재분배(영어: repartition)라고 불렀다. "아델"이라는 이름은 1954년에 문헌에 등장하기 시작하며, 아마 앙드레 베유가 지어낸 것으로 추측된다. "아델"(프랑스어: adèle)은 프랑스어에서 여성 이름이며, "덧셈적 이델"(프랑스어: idèle additif 이델 아디티프[*])을 줄인 것이다.:357

## 같이 보기
- 아이디얼 유군
- 반직선 유군